# Euronext Dublin
Euronext Dublin (до 2018 года — Ирландская фондовая биржа; ирл. Stocmhalartán na hÉireann) — фондовая биржа в Ирландии. Была образована путём объединения Коркской и Дублинской бирж, одних из старейших бирж в Европе, история которых тянется с 1793 года.
В декабре 2017 года было достигнуто соглашение о поглощении Ирландской фондовой биржи панъевропейской биржей Euronext. Сделка стоимостью 137 млн евро была завершена в марте 2018 года.